# Joana I de Auvérnia
Joana I de Auvérnia, também conhecida como Joana de Bolonha (em francês; Jeanne; 8 de maio de 1326 - Vadans, 29 de setembro de 1360) foi suo jure condessa de Auvérnia e de Bolonha e rainha consorte de França pelo seu segundo casamento com o rei João II.

## Biografia
Ela era filha e herdeira de Guilherme XII de Auvérnia e de Margarida de Évreux.
Em 26 de setembro de 1338, casou-se em primeiras núpcias com Filipe da Borgonha, filho e herdeiro do duque Odo IV, Duque da Borgonha e de Joana II, condessa da Borgonha.
Seu esposo faleceu em 10 de agosto de 1346 e, três anos depois, com a morte do duque Eudes IV, seu filho herda o Condado e o Ducado da Borgonha, além do Condado de Artois. Mas, por ele contar apenas dois anos de idade na época, Joana assume a regência dos estados de seu filho, cargo que exerceu até sua morte.
Casou-se pela segunda vez, em 19 de fevereiro de 1350, com João de Valois, duque da Normandia, que, naquele mesmo ano, tornou-se rei da França. Todos os seus filhos com o rei morreram ainda crianças.
Joana faleceu aos 33 anos, em Vadans, vítima da peste. Poucos meses depois, faleceu também sua primogênita Joana e, no ano seguinte, seu filho Filipe. João II herda a Borgonha como seu parente varão mais próximo.

## Descendência
De sua primeira união, nasceram:
- Joana (1344-11 de setembro de 1360), noiva de Amadeu VI, conde de Saboia;
- Margarida (1345), morta jovem;
- Filipe (agosto de 1346 - 21 de novembro de 1361), duque da Borgonha.

Do segundo matrimônio, nasceram:
- Branca (Châteauneuf-sur-Loire, 1350)
- Catarina (1352)
- Um filho (Le Moncel lès Pont-Sainte-Maxence, 1353)